# Noorwegen op de Olympische Zomerspelen 2024
Noorwegen nam deel aan de Olympische Zomerspelen 2024 in Parijs, Frankrijk.

## Medailleoverzicht
| Medaille | Naam | Sport          | Onderdeel                     | Datum       |
| -------- | --- | -------------- | ----------------------------- | ----------- |
| Goud     | Markus Rooth | Atletiek       | Tienkamp (m)                  | 3 augustus  |
| Goud     | Handbalteam Veronica Kristiansen Maren Nyland Aardahl Stine Skogrand Nora Mørk Stine Bredal Oftedal Silje Solberg-Østhassel Kari Brattset Dale Kristine Breistøl Vilde Ingstad Katrine Lunde Marit Røsberg Jacobsen Camilla Herrem Sanna Solberg-Isaksen Henny Reistad Thale Rushfeldt Deila Coach: Þórir Hergeirsson | Handbal        | Handbal (v)                   | 10 augustus |
| Goud     | Solfrid Koanda | Gewichtheffen  | Zwaar -81 kg (v)              | 10 augustus |
| Goud     | Jakob Ingebrigtsen | Atletiek       | 5000 m (m)                    | 10 augustus |
|          | |                |                               |             |
| Zilver   | Karsten Warholm | Atletiek       | 400 m horden (m)              | 10 augustus |
|          | |                |                               |             |
| Brons    | Anne-Marie Rindom | Zeilen         | ILCA 6                        | 7 augustus  |
| Brons    | Mol Sørum | Beachvolleybal | Beachvolleybal (m)            | 10 augustus |
| Brons    | Grace Bullen | Worstelen      | Vrije stijl Midden -62 kg (v) | 10 augustus |

## Aantal Deelnemers
Hieronder volgt een overzicht van de atleten die zich reeds gekwalificeerd hebben voor de Olympische Zomerspelen van 2024.
| Sport          | Mannen | Vrouwen | Totaal |
| -------------- | ------ | ------- | ------ |
| Atletiek       | 15     | 11      | 26     |
| Boksen         | 1      | 1       | 2      |
| Gewichtheffen  | 0      | 1       | 1      |
| Golf           | 2      | 2       | 4      |
| Handbal        | 14     | 15      | 29     |
| Kanovaren      | 0      | 4       | 4      |
| Paardensport   | 0      | 2       | 2      |
| Roeien         | 8      | 2       | 10     |
| Schietsport    | 3      | 3       | 6      |
| Schoonspringen | 0      | 1       | 1      |
| Taekwondo      | 1      | 0       | 1      |
| Tennis         | 1      | 0       | 1      |
| Triatlon       | 2      | 2       | 4      |
| Volleybal      | 2      | 0       | 2      |
| Wielersport    | 3      | 3       | 6      |
| Worstelen      | 0      | 1       | 1      |
| Zeilen         | 1      | 4       | 5      |
| Zwemmen        | 3      | 0       | 3      |
| totaal         | 56     | 51      | 107    |

## Deelnemers en Resultaten

### Atletiek

#### Loopnummers
Mannen
| atleet                    | onderdeel    | series | series | herkansingen | herkansingen | halve finale | halve finale | finale | finale |
| atleet                    | onderdeel    | tijd   | rang   | tijd         | rang         | tijd         | rang         | tijd   | rang   |
| ------------------------- | ------------ | ------ | ------ | ------------ | ------------ | ------------ | ------------ | ------ | ------ |
| Håvard Bentdal Ingvaldsen | 400 m        |        |        |              |              |              |              |        |        |
| Håvard Bentdal Ingvaldsen | 800 m        |        |        |              |              |              |              |        |        |
| Jakob Ingebrigtsen        | 1500 m       |        |        |              |              |              |              |        |        |
| Narve Gilje Nordås        | 1500 m       |        |        |              |              |              |              |        |        |
| Karsten Warholm           | 400 m horden |        |        |              |              |              |              |        |        |
| Zerei Kbrom Mezngi        | marathon     | n.v.t. | n.v.t. | n.v.t.       | n.v.t.       | n.v.t.       | n.v.t.       |        |        |
| Sondre Nordstad Moen      | marathon     | n.v.t. | n.v.t. | n.v.t.       | n.v.t.       | n.v.t.       | n.v.t.       |        |        |

Vrouwen
| atlete                                                                                 | onderdeel    | series | series | herkansingen | herkansingen | halve finale | halve finale | finale | finale |
| atlete                                                                                 | onderdeel    | tijd   | rang   | tijd         | rang         | tijd         | rang         | tijd   | rang   |
| -------------------------------------------------------------------------------------- | ------------ | ------ | ------ | ------------ | ------------ | ------------ | ------------ | ------ | ------ |
| Henriette Jæger                                                                        | 400m         |        |        |              |              |              |              |        |        |
| Karoline Bjerkeli Grøvdal                                                              | 5000 m       |        |        | n.v.t.       | n.v.t.       | n.v.t.       | n.v.t.       |        |        |
| Amalie Iuel                                                                            | 400 m horden |        |        |              |              |              |              |        |        |
| Line Kloster                                                                           | 400 m horden |        |        |              |              |              |              |        |        |
| Josefine Tomine Eriksen Lakeri Ertzgaard Amalie Iuel Henriette Jæger Elisabeth Slettum | 4x400m       |        |        | n.v.t.       | n.v.t.       | n.v.t.       | n.v.t.       |        |        |

#### Technische nummers
Mannen
| atleet                | onderdeel        | kwalificaties | kwalificaties | finale  | finale |
| atleet                | onderdeel        | afstand       | rang          | afstand | rang   |
| --------------------- | ---------------- | ------------- | ------------- | ------- | ------ |
| Eivind Henriksen      | hamerslingeren   |               |               |         |        |
| Thomas Mardal         | hamerslingeren   |               |               |         |        |
| Marcus Thomsen        | kogelstoten      |               |               |         |        |
| Simen Guttormsen      | polsstokspringen |               |               |         |        |
| Sondre Guttormsen     | polsstokspringen |               |               |         |        |
| Pål Haugen Lillefosse | polsstokspringen |               |               |         |        |

Vrouwen
| atleet                  | onderdeel        | kwalificaties | kwalificaties | finale  | finale |
| atleet                  | onderdeel        | afstand       | rang          | afstand | rang   |
| ----------------------- | ---------------- | ------------- | ------------- | ------- | ------ |
| Beatrice Nedberge Llano | hamerslingeren   |               |               |         |        |
| Lene Onsrud Retzius     | polsstokspringen |               |               |         |        |
| Marie-Therese Obst      | speerwerpen      |               |               |         |        |

#### Meerkamp
| atleet          | onderdeel | onderdeel | 100 m | vs | ks | hs | 400 m | 110 h | dw | ph | sw | 1500 m | totaal | rang |
| --------------- | --------- | --------- | ----- | -- | -- | -- | ----- | ----- | -- | -- | -- | ------ | ------ | ---- |
| Sander Skotheim | tienkamp  | res.      |       |    |    |    |       |       |    |    |    |        |        |      |
| Sander Skotheim | tienkamp  | pnt.      |       |    |    |    |       |       |    |    |    |        |        |      |
| Markus Rooth    | tienkamp  | res.      |       |    |    |    |       |       |    |    |    |        |        |      |
| Markus Rooth    | tienkamp  | pnt.      |       |    |    |    |       |       |    |    |    |        |        |      |

### Boksen
Mannen
| atleet     | onderdeel         | eerste ronde         | tweede ronde         | kwartfinale          | halve finale         | finale               | rang           |
| atleet     | onderdeel         | tegenstander uitslag | tegenstander uitslag | tegenstander uitslag | tegenstander uitslag | tegenstander uitslag | rang           |
| ---------- | ----------------- | -------------------- | -------------------- | -------------------- | -------------------- | -------------------- | -------------- |
| Omar Shiha | superzwaargewicht | bye                  | Jalolov V 0 - 5      | niet geplaatst       | niet geplaatst       | niet geplaatst       | niet geplaatst |

Vrouwen
| atlete          | onderdeel     | eerste ronde         | tweede ronde         | kwartfinale          | halve finale         | finale               | rang          |
| atlete          | onderdeel     | tegenstander uitslag | tegenstander uitslag | tegenstander uitslag | tegenstander uitslag | tegenstander uitslag | rang          |
| --------------- | ------------- | -------------------- | -------------------- | -------------------- | -------------------- | -------------------- | ------------- |
| Sunniva Hofstad | middengewicht | bye                  | Borgohain V 0 - 5    | nit geplaatst        | nit geplaatst        | nit geplaatst        | nit geplaatst |

### Gewichtheffen
Vrouwen
| atleet         | onderdeel | trekken | trekken | stoten | stoten | totaal | rang |
| atleet         | onderdeel | score   | rang    | score  | rang   | totaal | rang |
| -------------- | --------- | ------- | ------- | ------ | ------ | ------ | ---- |
| Solfrid Koanda | -81 kg    |         |         |        |        |        |      |

### Golf
| atleet             | onderdeel | eerste ronde | tweede ronde | derde ronde | vierde ronde | totaal | totaal | totaal |
| atleet             | onderdeel | score        | score        | score       | score        | score  | par    | rang   |
| ------------------ | --------- | ------------ | ------------ | ----------- | ------------ | ------ | ------ | ------ |
| Viktor Hovland     | mannen    | 70           |              |             |              |        |        |        |
| Kristoffer Ventura | mannen    | 71           |              |             |              |        |        |        |
| Celine Borge       | vrouwen   |              |              |             |              |        |        |        |
| Madelene Stavnar   | vrouwen   |              |              |             |              |        |        |        |

### Handbal

#### Mannen
| Olympiër | Onderdeel | Resultaat | Prestatie |
| --- | --------- | --------- | --------- |
| Vetle Eck Aga Sebastian Barthold Torbjørn Bergerud Kristian Bjørnsen Alexander Blonz] Magnus Gullerud Tobias Grøndahl Simen Lyse Christian O'Sullivan Petter Øverby Harald Reinkind Kristian Sæverås Sander Sagosen Gabriel Setterblom | Mannen    |           | zie onder |

| Pos | Team          | Wed | W | G | V | Ptn | DV  | DT  | +/− | Kwalificatie |
| --- | ------------- | --- | - | - | - | --- | --- | --- | --- | ------------ |
| 1   | Denemarken    | 5   | 5 | 0 | 0 | 10  | 165 | 133 | +32 | Kwartfinales |
| 2   | Egypte        | 5   | 3 | 1 | 1 | 7   | 148 | 140 | +8  | Kwartfinales |
| 3   | Noorwegen     | 5   | 3 | 0 | 2 | 6   | 139 | 136 | +3  | Kwartfinales |
| 4   | Frankrijk (G) | 5   | 2 | 1 | 2 | 5   | 129 | 131 | −2  | Kwartfinales |
| 5   | Hongarije     | 5   | 1 | 0 | 4 | 2   | 137 | 138 | −1  |              |
| 6   | Argentinië    | 5   | 0 | 0 | 5 | 0   | 131 | 171 | −40 |              |

| Groepsfase      |       |            |         |            |  |  |  |
| 27 juli 2024    | 16:00 | Noorwegen  | 36 - 31 | Argentinië |  |  |  |
| 29 juli 2024    | 19:00 | Frankrijk  | 22 - 27 | Noorwegen  |  |  |  |
| 31 juli 2024    | 09:00 | Noorwegen  | 26 - 25 | Hongarije  |  |  |  |
| 2 augustus 2024 | 21:00 | Noorwegen  | 25 - 26 | Egypte     |  |  |  |
| 4 augustus 2024 | 19:00 | Denemarken |         | Noorwegen  |  |  |  |
|                 |       |            |         |            |  |  |  |
| Kwartfinale     |       |            |         |            |  |  |  |
|                 |       |            |         |            |  |  |  |
| Halve finale    |       |            |         |            |  |  |  |
|                 |       |            |         |            |  |  |  |
| Finale          |       |            |         |            |  |  |  |

#### Vrouwen
| Olympiër | Onderdeel | Resultaat | Prestatie |
| --- | --------- | --------- | --------- |
| Maren Nyland Aardahl Kari Brattset Dale Kristine Breistøl Camilla Herrem Vilde Ingstad Veronica Kristiansen Katrine Lunde Nora Mørk Stine Bredal Oftedal Henny Reistad Marit Røsberg Jacobsen Thale Rushfeldt Deila Stine Skogrand Sanna Solberg-Isaksen Silje Solberg-Østhassel | Vrouwen   |           | zie onder |

| Pos | Team       | Wed | W | G | V | Ptn | DV  | DT  | +/− | Kwalificatie |
| --- | ---------- | --- | - | - | - | --- | --- | --- | --- | ------------ |
| 1   | Noorwegen  | 5   | 4 | 0 | 1 | 8   | 140 | 110 | +30 | Kwartfinales |
| 2   | Zweden     | 5   | 4 | 0 | 1 | 8   | 140 | 125 | +15 | Kwartfinales |
| 3   | Denemarken | 5   | 4 | 0 | 1 | 8   | 126 | 116 | +10 | Kwartfinales |
| 4   | Duitsland  | 5   | 1 | 0 | 4 | 2   | 136 | 134 | +2  | Kwartfinales |
| 5   | Zuid-Korea | 5   | 1 | 0 | 4 | 2   | 107 | 133 | −26 |              |
| 6   | Slovenië   | 5   | 1 | 0 | 4 | 2   | 116 | 147 | −31 |              |

| Groepsfase      |       |            |         |            |  |  |  |
| 25 juli 2024    | 21:00 | Noorwegen  | 28 - 32 | Zweden     |  |  |  |
| 28 juli 2024    | 16:00 | Denemarken | 18 - 27 | Noorwegen  |  |  |  |
| 30 juli 2024    | 11:00 | Noorwegen  | 26 - 20 | Zuid-Korea |  |  |  |
| 1 augustus 2024 | 21:00 | Slovenië   | 22 - 29 | Noorwegen  |  |  |  |
| 3 augustus 2024 | 19:00 | Noorwegen  |         | Duitsland  |  |  |  |
|                 |       |            |         |            |  |  |  |
| Kwartfinale     |       |            |         |            |  |  |  |
|                 |       |            |         |            |  |  |  |
| Halve finale    |       |            |         |            |  |  |  |
|                 |       |            |         |            |  |  |  |
| Finale          |       |            |         |            |  |  |  |

### Kanovaren

#### Sprint
Vrouwen
| atlete                                                                      | onderdeel | series | series | kwartfinale | kwartfinale | halve finale | halve finale | finale | finale |
| atlete                                                                      | onderdeel | tijd   | rang   | tijd        | rang        | tijd         | rang         | tijd   | rang   |
| --------------------------------------------------------------------------- | --------- | ------ | ------ | ----------- | ----------- | ------------ | ------------ | ------ | ------ |
| Kristine Strand Amundsen Hedda Oritsland Anna Margrete Sletsjoe Maria Virik | K-4 500 m |        |        |             |             |              |              |        |        |

### Paardensport

#### Dressuur
| ruiter        | paard          | onderdeel   | Grand Prix | Grand Prix | Grand Prix Special | Grand Prix Special | Grand Prix Freestyle | Grand Prix Freestyle | totaal  | totaal |
| ruiter        | paard          | onderdeel   | score      | rang       | score              | rang               | technisch            | artistiek            | uitslag | rang   |
| ------------- | -------------- | ----------- | ---------- | ---------- | ------------------ | ------------------ | -------------------- | -------------------- | ------- | ------ |
| Isabel Freese | Total Hope OLD | individueel | 76.817     |            |                    |                    |                      |                      |         |        |

#### Jumping
| ruiter             | paard                    | onderdeel   | kwalificatie | kwalificatie | finale      | finale | finale |
| ruiter             | paard                    | onderdeel   | strafpunten  | rang         | strafpunten | tijd   | rang   |
| ------------------ | ------------------------ | ----------- | ------------ | ------------ | ----------- | ------ | ------ |
| Victoria Gulliksen | Mistral van de Vogelzang | individueel |              |              |             |        |        |

### Roeien
Mannen
| atleet                                                                            | onderdeel         | series  | series | herkansingen | herkansingen | kwartfinale | kwartfinale | halve finale | halve finale | finale  | finale |
| atleet                                                                            | onderdeel         | tijd    | rang   | tijd         | rang         | tijd        | rang        | tijd         | rang         | tijd    | rang   |
| --------------------------------------------------------------------------------- | ----------------- | ------- | ------ | ------------ | ------------ | ----------- | ----------- | ------------ | ------------ | ------- | ------ |
| Martin Helseth Kjetil Borch                                                       | dubbeltwee        | 6:22.36 | 2 HA/B | bye          | bye          | n.v.t.      | n.v.t.      | 6:20.27      | 6 FB         | 6:17.51 | 10     |
| Lars Martin Benske Ask Jarl Tjoem                                                 | lichte dubbeltwee | 6:41.77 | 2 HA/B | bye          | bye          | n.v.t.      | n.v.t.      | 6:26.62      | 3 FA         |         |        |
| Kristoffer Brun Jan Oscar Stabe Helvig Jonas Slettemark Juel Erik Andre Solbakken | dubbelvier        | 5:50.48 | 4 H    | 5:53.13      | 3 FB         | n.v.t.      | n.v.t.      | n.v.t.       | n.v.t.       | 5:51.88 | 8      |

Vrouwen
| atleet                         | onderdeel  | series  | series | herkansingen | herkansingen | kwartfinale | kwartfinale | halve finale | halve finale | finale  | finale |
| atleet                         | onderdeel  | tijd    | rang   | tijd         | rang         | tijd        | rang        | tijd         | rang         | tijd    | rang   |
| ------------------------------ | ---------- | ------- | ------ | ------------ | ------------ | ----------- | ----------- | ------------ | ------------ | ------- | ------ |
| Thea Helseth Inger Seim Kavlie | dubbeltwee | 7:00.78 | 4 H    | 7:10.39      | 2 HA/B       | n.v.t.      | n.v.t.      | 6:52.47      | 3 FA         | 6:58.41 | 6      |

### Schietsport
Mannen
| atleet               | onderdeel               | kwalificaties | kwalificaties | finale         | finale         |
| atleet               | onderdeel               | punten        | rang          | punten         | rang           |
| -------------------- | ----------------------- | ------------- | ------------- | -------------- | -------------- |
| Jon-Hermann Hegg     | 50 m geweer 3 houdingen | 593-36x       | 2 Q           | 430.1          | 5              |
| Ole Martin Halvorsen | 50 m geweer 3 houdingen | 586-32x       | 23            | niet geplaatst | niet geplaatst |
| Erik Watndal         | skeet                   |               |               |                |                |

Vrouwen
| atlete                | onderdeel               | kwalificaties | kwalificaties | finale         | finale         |
| atlete                | onderdeel               | punten        | rang          | punten         | rang           |
| --------------------- | ----------------------- | ------------- | ------------- | -------------- | -------------- |
| Jeanette Hegg Duestad | 10 m luchtgeweer        | 633.2         | 2             | 124.1          | 8              |
| Synnøve Berg          | 10 m luchtgeweer        | 629.2         | 14            | niet geplaatst | niet geplaatst |
| Jenny Stene           | 50 m geweer 3 houdingen |               |               |                |                |

Gemengd
| atlete                                 | onderdeel             | kwalificaties | kwalificaties | finale         | finale         |
| atlete                                 | onderdeel             | punten        | rang          | punten         | rang           |
| -------------------------------------- | --------------------- | ------------- | ------------- | -------------- | -------------- |
| Jeanette Hegg Duestad Jon-Hermann Hegg | 10 m luchtgeweer team | 629.6         | 5             | niet geplaatst | niet geplaatst |
| Synnøve Berg Ole Martin Halvorsen      | 10 m luchtgeweer team | 623.8         | 21            | niet geplaatst | niet geplaatst |

### Schoonspringen
Vrouwen
| atlete      | onderdeel | series | series | halve finale | halve finale | finale | finale |
| atlete      | onderdeel | punten | rang   | punten       | rang         | punten | rang   |
| ----------- | --------- | ------ | ------ | ------------ | ------------ | ------ | ------ |
| Helle Tuxen | 3 m plank |        |        |              |              |        |        |

### Taekwondo
Mannen
| atleet           | onderdeel | kwalificatie         | eerste ronde         | kwartfinale          | halve finale         | herkansing           | finale / BM          | finale / BM |
| atleet           | onderdeel | tegenstander uitslag | tegenstander uitslag | tegenstander uitslag | tegenstander uitslag | tegenstander uitslag | tegenstander uitslag | rang        |
| ---------------- | --------- | -------------------- | -------------------- | -------------------- | -------------------- | -------------------- | -------------------- | ----------- |
| Richard Ordemann | +80 kg    |                      |                      |                      |                      |                      |                      |             |

### Tennis
Mannen
| atleet      | onderdeel | eerste ronde         | tweede ronde              | derde ronde          | kwartfinale                           | halve finale         | finale / BM          | finale / BM    |
| atleet      | onderdeel | tegenstander uitslag | tegenstander uitslag      | tegenstander uitslag | tegenstander uitslag                  | tegenstander uitslag | tegenstander uitslag | rang           |
| ----------- | --------- | -------------------- | ------------------------- | -------------------- | ------------------------------------- | -------------------- | -------------------- | -------------- |
| Casper Ruud | enkelspel | Daniel W 7-5, 6-1    | Vavassori W 4-6, 6-4, 6-3 | Cerúndolo W 6-3, 6-4 | Auger-Aliassime V 4-6, 7-6[10-8], 3-6 | niet geplaatst       | niet geplaatst       | niet geplaatst |

### Triatlon
Individueel
| Atleet               | Evenement | Zwemmen(1.5 km) | Rang 1 | Fietsen (40 km) | Rang 2 | Lopen(10 km) | Totaal Tijd | Ranking |
| -------------------- | --------- | --------------- | ------ | --------------- | ------ | ------------ | ----------- | ------- |
| Kristian Blummenfelt | Mannen    | 21:00           | 24     | 51:29           | 2      | 30:39        | 1:44:27     | 12      |
| Vetle Bergsvik Thorn | Mannen    | 20:30           | 9      | 52:02           | 3      | 31:34        | 1:45:21     | 17      |
| Solveig Løvseth      | Vrouwen   | 28:00           | 54     | 1:00:14         | 48     | 36:04        | 2:05:49     | 48      |
| Lotte Miller         | Vrouwen   | 24:40           | 43     | DNF             | DNF    | DNF          | DNF         | DNF     |

Gemengd
| Atleet | Evenement   | Zwemmen (250 m) | Rang 1 | Fietsen (7 km) | Rang 2 | Lopen (1.5 km) | Totaal Groeps tijd | Ranking |
| ------ | ----------- | --------------- | ------ | -------------- | ------ | -------------- | ------------------ | ------- |
|        | Mixed relay |                 |        |                |        |                |                    | n.v.t.  |
|        | Mixed relay |                 |        |                |        |                |                    | n.v.t.  |
|        | Mixed relay |                 |        |                |        |                |                    | n.v.t.  |
|        | Mixed relay |                 |        |                |        |                |                    | n.v.t.  |
| Totaal | Mixed relay | n.v.t.          | n.v.t. | n.v.t.         | n.v.t. | n.v.t.         |                    |         |

### Volleybal

#### Beachvolleybal
| atleten                    | onderdeel | eerste ronde                     | eerste ronde          | eerste ronde          | eerste ronde | tussenronde          | achtste finale       | kwartfinale          | halve finale         | finale / BM          | finale / BM |
| atleten                    | onderdeel | tegenstander uitslag             | tegenstander uitslag  | tegenstander uitslag  | stand        | tegenstander uitslag | tegenstander uitslag | tegenstander uitslag | tegenstander uitslag | tegenstander uitslag | rang        |
| -------------------------- | --------- | -------------------------------- | --------------------- | --------------------- | ------------ | -------------------- | -------------------- | -------------------- | -------------------- | -------------------- | ----------- |
| Anders Mol Christian Sørum | mannen    | Grimalt - Grimalt W 21-14, 21-16 | Ranghieri - Carambula | van de Velde - Immers |              |                      |                      |                      |                      |                      |             |

### Wielersport

#### Baanwielrennen
Omnium
| atleet         | onderdeel        | scratchrace | scratchrace | temporace | temporace | afvalrace | afvalrace | puntenrace | puntenrace | totaal punten | rang |
| atleet         | onderdeel        | rang        | punten      | rang      | punten    | rang      | punten    | rang       | punten     | totaal punten | rang |
| -------------- | ---------------- | ----------- | ----------- | --------- | --------- | --------- | --------- | ---------- | ---------- | ------------- | ---- |
| Anita Stenberg | omnium (vrouwen) |             |             |           |           |           |           |            |            |               |      |

#### Mountainbiken
| atleet     | onderdeel              | tijd    | rang |
| ---------- | ---------------------- | ------- | ---- |
| Knut Røhme | cross-country (mannen) | 1:30:55 | 20   |

#### Wegwielrennen
Mannen
| atleet            | onderdeel    | tijd     | rang |
| ----------------- | ------------ | -------- | ---- |
| Tobias Foss       | wegwedstrijd |          |      |
| Tobias Foss       | tijdrit      | 37:57.28 | 13   |
| Søren Wærenskjold | wegwedstrijd |          |      |
| Søren Wærenskjold | tijdrit      | DNF      | DNF  |

Vrouwen
| atleet            | onderdeel    | tijd | rang |
| ----------------- | ------------ | ---- | ---- |
| Marte Berg Edseth | wegwedstrijd |      |      |
| Ingvild Gaskjenn  | wegwedstrijd |      |      |

### Worstelen

#### Vrije stijl
Vrouwen
| atlete       | onderdeel | eerste ronde         | kwartfinale          | halve finale         | herkansing           | finale / BM          | finale / BM |
| atlete       | onderdeel | tegenstander uitslag | tegenstander uitslag | tegenstander uitslag | tegenstander uitslag | tegenstander uitslag | rang        |
| ------------ | --------- | -------------------- | -------------------- | -------------------- | -------------------- | -------------------- | ----------- |
| Grace Bullen | −62 kg    |                      |                      |                      |                      |                      |             |

### Zeilen
Mannen
| atlete             | onderdeel | race | race | race | race | race | race | race | race | race | race | race   | race   | race | netto punten | eindnotering |
| atlete             | onderdeel | 1    | 2    | 3    | 4    | 5    | 6    | 7    | 8    | 9    | 10   | 11     | 12     | M    | netto punten | eindnotering |
| ------------------ | --------- | ---- | ---- | ---- | ---- | ---- | ---- | ---- | ---- | ---- | ---- | ------ | ------ | ---- | ------------ | ------------ |
| Hermann Tomasgaard | ILCA 7    |      |      |      |      |      |      |      |      |      |      | n.v.t. | n.v.t. |      |              |              |

Vrouwen
| atlete(s)   | onderdeel | voorrondes | voorrondes | voorrondes | voorrondes | voorrondes | voorrondes | voorrondes | voorrondes | voorrondes | voorrondes | voorrondes | voorrondes | kwartfinale | halve finale(s) | halve finale(s) | halve finale(s) | halve finale(s) | halve finale(s) | halve finale(s) | finales(s) | finales(s) | finales(s) | finales(s) | finales(s) | finales(s) | rang |
| atlete(s)   | onderdeel | 1          | 2          | 3          | 4          | 5          | 6          | 7          | 8          | 9          | 10         | 11         | 12         | kwartfinale | 1               | 2               | 3               | 4               | 5               | 6               | 1          | 2          | 3          | 4          | 5          | 6          | rang |
| ----------- | --------- | ---------- | ---------- | ---------- | ---------- | ---------- | ---------- | ---------- | ---------- | ---------- | ---------- | ---------- | ---------- | ----------- | --------------- | --------------- | --------------- | --------------- | --------------- | --------------- | ---------- | ---------- | ---------- | ---------- | ---------- | ---------- | ---- |
| Mina Mobekk | IQFoil    |            |            |            |            |            |            |            |            |            | n.v.t.     | n.v.t.     | n.v.t.     |             |                 |                 |                 |                 |                 |                 |            |            |            |            |            |            |      |

| atlete                        | onderdeel | race | race | race | race | race | race | race | race | race | race | race   | race   | race | netto punten | eindnotering |
| atlete                        | onderdeel | 1    | 2    | 3    | 4    | 5    | 6    | 7    | 8    | 9    | 10   | 11     | 12     | M    | netto punten | eindnotering |
| ----------------------------- | --------- | ---- | ---- | ---- | ---- | ---- | ---- | ---- | ---- | ---- | ---- | ------ | ------ | ---- | ------------ | ------------ |
| Pia Dahl Andersen Nora Edland | 49erFX    |      |      |      |      |      |      |      |      |      |      |        |        |      |              |              |
| Line Høst                     | ILCA 6    |      |      |      |      |      |      |      |      |      |      | n.v.t. | n.v.t. |      |              |              |

### Zwemmen
Mannen
| Atleet              | Onderdeel              | Series   | Series | Halve finale   | Halve finale   | Finale         | Finale         |
| Atleet              | Onderdeel              | Tijd     | Rang   | Tijd           | Rang           | Tijd           | Rang           |
| ------------------- | ---------------------- | -------- | ------ | -------------- | -------------- | -------------- | -------------- |
| Nicholas Lia        | 50 m vrije slag        | 22,51    | 37     | Niet geplaatst | Niet geplaatst | Niet geplaatst | Niet geplaatst |
| Jon Jøntvedt        | 800 m vrije slag       | 7.59,16  | 24     | n.v.t.         | n.v.t.         | Niet geplaatst | Niet geplaatst |
| Henrik Christiansen | 800 m vrije slag       | 8.00,55  | 25     | n.v.t.         | n.v.t.         | Niet geplaatst | Niet geplaatst |
| Henrik Christiansen | 1500 m vrije slag      | 15.14,11 | 20     | n.v.t.         | n.v.t.         | Niet geplaatst | Niet geplaatst |
| Henrik Christiansen | 10 km openwaterzwemmen | n.v.t.   | n.v.t. | n.v.t.         | n.v.t.         |                |                |